# Schloss Janov

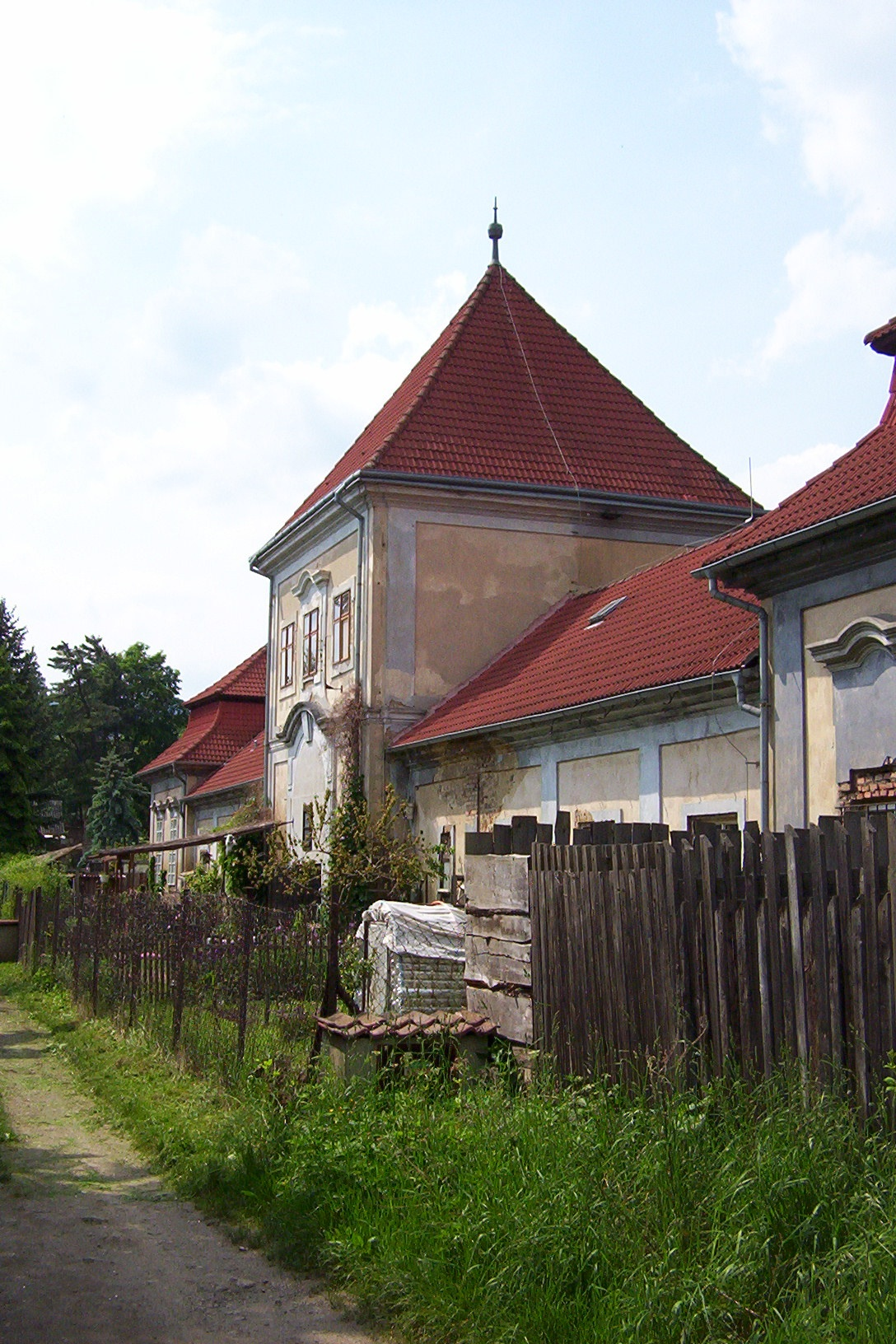
Schloss Janov, Hinteransicht

Das Schloss Janov (deutsch Schloss Johnsdorf, früher Jahnsdorf) befindet sich im Ortsteil Janov der Stadt Litvínov in Tschechien.

## Geographie
Das Schloss liegt gegenüber dem Abzweig der Straße nach Křížatky am südöstlichen Ortsrand von Janov. Von Nordosten bis Süden wird das Schlossareal von ehemaligen Braunkohlentagebaugebieten umgeben. Südöstlich des Schlosses steht an der ehemaligen Straße nach Most ein Meilenstein aus dem Jahre 1841.

## Geschichte
Seit dem 14. Jahrhundert befand sich an der Stelle eine mittelalterliche Feste, die das Zentrum des Riesenburger Lehns Janov bildete. Erster nachweislicher Besitzer war im Jahre 1354 Jan Kerung von Lom. Im Jahre 1505 erwarben die Herren von Jahn auf Oberleutensdorf die Herrschaft. Sie besaßen Janov bis 1589, danach gehörte das Gut Adolph von Hartitzsch. Nach der Schlacht am Weißen Berg wurde das dem Protestanten Nikolaus von Hartitzsch gehörige Gut 1623 konfisziert. Nikolaus von Hartitzsch ging ins Exil nach Sachsen und verstarb 1627 in Freiberg. Die Hofkammer verkaufte das Gut Jahnsdorf an den Grenzkommissar Johann Jacob Bruneau. Nach dessen Tod überließen seine Schwestern die Güter Jahnsdorf und Maltheuer seiner Witwe Ludmilla, die in zweiter Ehe mit Martin Jaroslav Ritter Michna von Waitzenau verheiratet war.
Zwischen 1670 und 1678 ließ Wilhelm Wenzel Franz Michna von Waitzenau das von einem Tiergarten umgebene neue Schloss errichten. Sein Sohn Johann Michna von Waitzenau verkaufte das Gut Maltheuer an Johann Anton Tluksa von Wraby und behielt nur Jahnsdorf. 1722 erbte Anna Barbara Kolowrat-Krakowsky, geborene Michna von Waitzenau den Besitz, 1726 verkaufte sie ihn für 70.000 Gulden an die Stadt Brüx. Diese schlug das Gut ihrer Herrschaft Kopitz zu. Nachfolgend diente das Schloss als Sitz des Forstamtes der Stadt Brüx und der Meierhof als Stadtgärtnerei.
Nach dem Zweiten Weltkrieg war das Schloss Sitz einer staatlichen Forstverwaltung. Heute ist das Schloss ein Wohngebäude; es ist nicht öffentlich zugänglich.

## Bauliche Anlage
Das Schloss wurde mit rechteckigen Grundriss angelegt. Es besteht aus einem einstöckigen Hauptflügel mit Zeltdach und ebenerdigen Seitenpavillons mit Mansardendächern sowie Wirtschaftsgebäuden. Es ist als Kulturdenkmal geschützt.